# Star Wars: Darth Maul - Figlio di Dathomir
Star Wars: Darth Maul - Figlio di Dathomir (Star Wars: Darth Maul - Son of Dathomir), nota anche solo come Darth Maul - Figlio di Dathomir, è una serie a fumetti statunitense scritta da Jeremy Barlow e disegnata da Juan Frigeri, pubblicata in quattro parti a cadenza mensile dalla Dark Horse Comics dal 21 maggio al 20 agosto 2014.
La storia è un adattamento di uno degli archi finali della sesta stagione di Star Wars: The Clone Wars. È l'unico fumetto del vecchio Universo espanso a entrare nel nuovo canone.

## Concezione e sviluppo
(Dave Filoni, supervisore della serie)
Figlio di Dathomir è stato inizialmente concepito come quattro episodi della serie televisiva Star Wars: The Clone Wars. C'erano quattro script completi che alla fine divennero un fumetto, e quelle sceneggiature furono scritte per quella che doveva essere una settima stagione completa dello show, se fosse stata ordinata dalla rete. Le sceneggiature sono state scritte in collaborazione con George Lucas, realizzandole e, per estensione, Figlio di Dathomir parte del canone ufficiale di Star Wars. Una volta che gli episodi sono stati scritti, hanno continuato il processo di produzione. Il team di The Clone Wars ha fatto alcuni lavori di progettazione per gli episodi, e quei disegni, così come le storie e i personaggi delle sceneggiature, sono stati incorporati nella miniserie comica stessa.
Dopo la cancellazione di The Clone Wars nel 2013, Lucasfilm Ltd. ha deciso di adattare i quattro episodi di Darth Maul alla miniserie a fumetti Figlio di Dathomir. Dave Filoni, il supervisore alla regia dello spettacolo, ha dichiarato che pensava che un adattamento sarebbe stata una grande idea. Non solo avrebbe permesso a Lucasfilm di continuare a raccontare storie incompiute di The Clone Wars, ma anche Filoni sapeva che Dark Horse Comics aveva fatto un ottimo lavoro su Star Wars in passato e sarebbe stato molto adatto per adattare gli episodi. Filoni ha consegnato il progetto e il lavoro narrativo per gli episodi a Dark Horse, che avrebbe permesso loro di creare, secondo le parole di Filoni, "un'accurata rappresentazione di ciò che [il team di produzione] stava progettando per lo spettacolo."
Lo scrittore Jeremy Barlow è stato scelto per adattare gli episodi in forma di fumetto, Juan Frigeri si è occupato dei disegni, Mauro Vargas dell'inchiostrazione, Wes Dzioba dei colori mentre Chris Scalf ha realizzato le cover. Barlow, che è stato assunto per la miniserie dal redattore di Star Wars Randy Stradley, si è proposto di rendere il lettore comic-friendly, sapendo che non tutti i lettori sarebbero stati a conoscenza della storia di Maul da The Clone Wars. Poiché si trattava di un adattamento di sceneggiature pre-scritte, il lavoro di Barlow richiedeva, nelle sue parole, "capacità di editing nitide" e "scelte giudiziose" per "mantenere intatte le sceneggiature il più possibile, dando al tempo stesso ai fumetti il loro entusiasmante e il flusso naturale.

## Storia editoriale
Il 7 gennaio 2014 venne annunciato che sarebbe stato pubblicato il fumetto Figlio di Dathomir che narra di un arco incompiuto della serie Star Wars: The Clone Wars con Darth Maul protagonista e che il primo volume verrà pubblicato il 21 maggio.
L'arco avrebbe continuato (e possibilmente concluso) la storia di Darth Maul, ma non è mai stata prodotta a causa della cancellazione dello show, dopo la quinta stagione. Gli episodi del fumetto si intitolano The Enemy Of My Enemy, A Tale Of Two Apprentices,Proxy War e Showdown On Dathomir. Sul sito StarWars.com, è stato rilasciato materiale inedito di Son of Dathomir, con bozzetti e disegni sull'arco narrativo mai realizzato.

### Edizione italiana
In Italia è stato pubblicato per la prima volta il 30 marzo 2016, inserito nel volume 23 della collana Star Wars Legends di Panini Comics e La Gazzetta dello Sport. Il 27 luglio 2017 viene ripubblicato da Panini in un'edizione cartonata dedicata, e il 10 giugno 2021 in una raccolta cartonata comprendente anche la miniserie Darth Maul del 2017.

## Trama

### Parte 1
- prima pubblicazione USA: 21 maggio 2014
- prima pubblicazione Italia: 30 marzo 2016

In seguito agli eventi de Il senza legge, Darth Maul è stato catturato da Darth Sidious, il suo ex maestro, e imprigionato in una prigione separatista su Stygeon. Sidious parla con Maul e rivela che ha ancora un uso per il suo ex apprendista, prima che i due vengano interrotti dal Conte Dooku. Sidious e Dooku parlano l'uno con l'altro; Sidious spiega che ha imprigionato Maul per far uscire allo scoperto Madre Talzin, capo delle Sorelle della Notte, così da poter essere distrutta essendo una potenziale minaccia. Sidious rivela anche che ha ricevuto Maul da lei quando era un bambino. Sidious ordina a Dooku di trovare maggiori informazioni sul Collettivo Ombra di Maul. Si scopre che Sidious è stato seguito da Gar Saxon e Rook Kast, due dei seguaci della Ronda della Morte, su ordine del primo ministro mandaloriano Almec di liberare Maul dalla prigione. Dopo che Dooku interrogò brevemente Maul, Kast e Saxon montano il loro salvataggio. I due mandaloriani raggiungono il loro capo prigioniero e lo liberano dalle sue restrizioni, prima di far esplodere un muro della cella. Maul e i mandaloriani si fanno strada giù per la montagna, tramite zipline. Le forze separatiste, guidate dal Generale Grievous, inseguono la nave, mentre Dooku chiarisce che Maul non deve essere ucciso, ma solo indebolito. In questo modo, può chiedere aiuto a Madre Talzin. Con le forze separatiste all'inseguimento, Maul e i mandaloriani raggiungono Zanbar. Ancora una volta al comando del suo esercito, Maul recupera la sua Spada Oscura, l'arma appartenuta al precedente leader della Ronda della Morte, Pre Vizsla, e dice ai mandaloriani che la guerra è alle porte. I separatisti arrivano sulla luna e lanciano tutte le loro forze contro Maul. La Ronda della Morte è sopraffatta dai droidi, mentre Maul affronta Grievous in combattimento. L'esercito di Maul è rimasto gravemente danneggiato, ma Maul ordina ai suoi combattenti di bombardare l'area, eliminando molte forze separatiste. Maul fugge nel caos e ordina alle sue forze sopravvissute di ritirarsi. Dopo che la battaglia è finita, Grievous informa Dooku che il piano è riuscito.

### Parte 2
- prima pubblicazione USA: 18 giugno 2014
- prima pubblicazione Italia: 30 marzo 2016

In ritirata da Zanbar, Maul contatta Madre Talzin come guida, proprio come aveva previsto Sidious. Talzin usa la magia per parlare a Maul, e anticipa che i Sith vogliono attirarla in una trappola. Talzin manda Maul a Ord Mantell senza di lei, dove deve raggrupparsi con i suoi alleati del Sole Nero e prepararsi per un'altra battaglia contro i separatisti. Una volta su Ord Mantell, Maul conferisce con i suoi alleati e li informa della battaglia imminente. Nel frattempo, Dooku e Grievous preparano la loro strategia in rotta verso il pianeta. Maul e i suoi alleati hanno in programma di attirare i separatisti in un punto specifico a Ord Mantell City, dove i Mandaloriani, il Sole Nero e i Pyke intraprenderanno un attacco contro l'esercito di droidi invasori. Una squadra di Fratelli della Notte, guidati dal fratello Viscus, arriva su ordine di Madre Talzin per rafforzare l'esercito di Maul. Mentre Maul saluta i Fratelli della Notte, i separatisti iniziano il loro attacco, usando la loro flotta per bombardare Ord Mantell City. Il Collettivo Ombra inizia a difendersi, mentre i separatisti dispiegano le loro forze droidi in superficie. Nel frattempo, il Conte Dooku arriva con due guardie droidi, mentre Maul lascia la superficie e si dirige verso la flotta separatista. Lui e le sue navi attaccano la nave comando separatista, mentre Grievous realizza che i separatisti sono stati attirati in una trappola. In superficie, Dooku è confrontato con i Fratelli della Notte e ne consegue un duello tra il Signore dei Sith e i guerrieri Zabrak. L'esercito di droidi avanza sul Collettivo Ombra e prende in custodia le forze di Maul, mentre lo stesso Lord Sith rinnegato continua il suo assalto spaziale. Lui e i guerrieri mandaloriani si imbarcano sulla nave comando Separatista e prendono il Generale Grievous in custodia, e lo costringono a disattivare tutti i droidi di battaglia in superficie. La disattivazione dei droidi consente alle forze del Collettivo Ombra di raggrupparsi e catturare il Conte Dooku. Maul contatta Madre Talzin per dirle cosa è successo, e lei promette che, con Dooku e Grievous in custodia, Sidious sarà presto catturato e che realizzeranno la loro sete di vendetta contro l'Oscuro Signore.

### Parte 3
- prima pubblicazione USA: 16 luglio 2014
- prima pubblicazione Italia: 30 marzo 2016

Una squadra di Jedi arriva su Ord Mantell per indagare sulle conseguenze della battaglia e riconosce il legame tra Darth Maul e i mandaloriani una volta recuperato un elmetto della Ronda della Morte. Il Maestro Jedi Mace Windu contatta il Cancelliere Supremo Palpatine, che è segretamente Darth Sidious, per informarlo che Maul era dietro la battaglia. Windu spera di usare queste informazioni per catturare Maul e Dooku e usare le loro catture per porre fine alle Guerre dei Cloni. Windu poi parla con il compagno Jedi Obi-Wan Kenobi, Tiplee e Aayla Secura, e insieme suppongono che Maul possa essere andato in un avamposto di asteroidi Mandaloriano. Temendo che Mandalore potesse cadere ai Separatisti, Kenobi si offre volontario, insieme a Tiplee, per investigare sull'avamposto.
Nel frattempo, sull'avamposto Mandaloriano, Maul contatta Darth Sidious e informa il Signore Oscuro che Dooku e Grievous sono stati catturati. Sidious dice a Maul di ucciderli, perché non ha alcuna utilità per ciò che vede come un fallimento. Maul ordina alle sue guardie di sbattere in cella Grievous. I Jedi iniziano il loro approccio verso l'avamposto, e Tiplee teme che Kenobi non sia in grado di tenere sotto controllo le sue emozioni; Maul ha ucciso Satine Kryze, la Duchessa di Mandalore. Kenobi assicura ai suoi compagni Jedi che non fallirà. Mentre la Repubblica si avvicina, Maul offre a Dooku una scelta: diventare un alleato o morire. Madre Talzin appare in una nuvola di fumo magico e rivela che anche lei fu tradita da Darth Sidious e che Darth Maul è suo figlio. Come spiega Talzin, Sidious sta anche lavorando per trovare un nuovo apprendista. La Repubblica assalta l'avamposto e Grievous usa il caos per arrivare a una capsula di salvataggio, mentre Dooku accetta di unirsi a Maul e combattere contro la festa d'imbarco di Kenobi. I Jedi arrivano sull'avamposto, dove Kenobi e Tiplee sono affrontati da Maul e Dooku. Si impegnano in un duello con la spada laser, a cui si uniscono Windu e Secura. Dooku uccide Tiplee, mentre mandaloriani sparano un piccolo missile verso i Jedi, rendendoli inermi. Questo dà a Maul e Dooku il tempo di fuggire. Dopo la battaglia, Windu contatta Palpatine e lo informa di quello che è successo. Il Maestro Jedi ipotizza anche che la battaglia provi che Dooku è il Maestro dei Sith, una valutazione errata secondo cui Palpatine, il vero Signore Oscuro, permette ai Jedi di credere.

### Parte 4
- prima pubblicazione USA: 20 agosto 2014
- prima pubblicazione Italia: 30 marzo 2016

All'indomani della Repubblica Galattica e dell'assalto Jedi contro il Collettivo Ombra sull'avamposto degli asteroidi mandaloriani, Darth Maul corre verso Dathomir con i suoi alleati. Durante il viaggio verso Dathomir, Maul viene contattato da Ziton Moj del Sole Nero. Avendo perso la luna di Zanbar e il pianeta Ord Mantell - così come l'avamposto delle forniture - nelle loro lotte contro i Sith, i due alleati si sono preoccupati che il piano di Maul stia fallendo e che la battaglia sia diventata la vendetta personale dell'ex Signore dei Sith contro il suo vecchio maestro. Maul li assicura che saranno pagati e che, una volta morto Darth Sidious, la Galassia apparterrà al Collettivo Ombra. Maul ordina quindi a Gar Saxon di mantenere allineati i Pyke e il Sole Nero. Nel frattempo, Maul dice a Dooku che sa che il Signore dei Sith non è veramente un alleato, e che Dooku ha detto a Sidious di giocare al gioco di Maul. Maul ha poi preso in custodia Dooku da Rook Kast. Una volta su Dathomir, Maul parla al fratello Viscus, che sopravvisse all'incontro con il conte Dooku durante la battaglia su Ord Mantell, e Viscus dice a Maul che i preparativi erano stati fatti per la fase successiva del loro piano. I Fratelli della Notte portano Dooku davanti a Madre Talzin, che appare in una nuvola di fumo e inizia a scatenare un attacco di magia contro il Signore dei Sith. Nel frattempo, un Sith Infiltrator arriva in orbita, portando sia il Generale Grievous che Darth Sidious, dopo aver localizzato la posizione di Dooku a Dathomir. Sidious ordina a Grievous di bloccare le comunicazioni e nascondere la nave, permettendo loro di arrivare su Dathomir senza essere scoperti. Maul e i Fratelli della Notte non vedono la nave arrivare e continuano con il loro piano, poiché Talzin usa la sua magia per attirare la forza vitale da Dooku in modo che possa usarla per manifestarsi di nuovo fisicamente. Come spiega Maul, il ritorno fisico di Talzin richiede un grande sacrificio, e hanno scelto Dooku per compiere quel sacrificio.
Mentre il processo continua, un'esplosione attraversa l'area, e Grievous e Sidious appaiono davanti a Maul per affrontarlo. Sidious ricorda al suo ex apprendista che c'è solo un piano che conta: il piano di Darth Sidious per governare la Galassia. Mentre parlano, Moj e i Pyke contattano Kast, informandola che gli eserciti Separatisti hanno iniziato ad attaccarli. Gli alleati del Collettivo Ombra chiedono di sapere dov'è Maul, ma Kast dice che non è loro preoccupazione e che devono combattere i separatisti. Su Dathomir, Madre Talzin prende il controllo del corpo di Dooku, e lei e Maul si impegnano in un combattimento contro Sidious e Grievous. Talzin combatte l'Oscuro Signore dei Sith mentre Maul attacca Grievous. Sidious guadagna rapidamente il sopravvento contro Talzin, chiedendo che rilasci il suo apprendista. Sidious bombarda il corpo di Dooku con i Fulmini di Forza prima che Talzin rilasci Dooku e appaia di nuovo in forma fisica. Kast, nel frattempo, continua a parlare con Moj e i Pyke, che la informano che stanno uscendo dal Collettivo Ombra, lasciando Maul da solo mentre una flotta separatista emerge dall'iperspazio su Dathomir. Maul continua la sua lotta contro Grievous, spingendolo fuori e lontano dalla battaglia. Sidious ancora una volta scatena un fulmine contro Talzin, mentre Talzin manda un torrente di energia magica verso il Signore Oscuro. Maul implora Talzin di prendere le sue forze, ma, mentre Dooku entra in combattimento con i suoi attacchi fulminei, Talzin dice a suo figlio di ritirarsi senza di lei, anche se questo significa il suo destino. Talzin usa la sua magia per lanciare telecineticamente Maul dalla mischia, e viene trascinato via da Kast e un altro guerriero mandaloriano, ma osserva Grievous che ritorna e usa due spade laser per pugnalare mortalmente Talzin attraverso il torace. Con il suo Collettivo Ombra a brandelli, Maul e la Ronda della Morte fuggono da Dathomir. Sidious, Dooku e Grievous si affacciano sul corpo di Talzin, mentre Dooku dice con dispiacere che Maul è ancora una volta scappato. Sidious non è interessato, tuttavia, poiché tutto è emerso come aveva previsto. Il futuro di Maul come rivale è stato distrutto, mentre i Sith hanno compiuto un altro passo verso la sicurezza del loro futuro.

## Accoglienza
Il sito BadComics.it ha elogiato il protagonista Darth Maul, dicendo che "pur preservando certi capisaldi del personaggio, come la sua sete di vendetta e la sua furia, ne fa un personaggio più sfaccettato e tragico, donandogli un sofferto rapporto con una famiglia e impegnandolo in una letale partita a scacchi contro il suo ex maestro di un tempo, Sidious, e i servitori che hanno preso il suo posto: Dooku e Grievous". Secondo il sito è "buona la prova alle matite di Frigeri, che decide saggiamente di abbandonare ogni riferimento visivo e grafico alla serie animata, che pure è la “madre nobile” della storia, per proporre tutti i personaggi in stile rigorosamente cinematografico". La critica principale per BadComics.it, è nel fatto che nonostante "azione, trama e sviluppo dei personaggi sono validi [...] è molto probabile che il lettore casuale, convinto di immergersi in una normale avventura di Star Wars, passerà molto tempo a chiedersi chi siano Madre Talzin, la Duchessa Satine, la Ronda della Morte e molti altri riferimenti alle puntate precedenti di The Clone Wars.
Il sito Star Wars Libri & Comics ha dato al fumetto un punteggio di 8.9 su 10, sottolineando il fatto che è "imprescindibile per ciascun fan di Maul - e dei cattivi in generale - Figlio di Dathomir è il perfetto esempio di fumetto ottimamente realizzato: avvincente, frenetico. I disegni, seppur non eccezionali, risultano pienamente godibili in combinazione con l'esteso utilizzo alternato di colori contrapposti come blu e rosso.
Secondo Guerrestellari.net "se siete appassionati della serie animata The Clone Wars, questo è il fumetto che fa per voi. Se non lo siete dategli comunque una chance, potrebbe essere l'occasione per approfondire uno straordinario periodo della nostra saga preferita. Come detto precedentemente, il fumetto si collega anche ad altre opere canoniche ed è piacevolissimo leggerlo per unire poi i vari tasselli del puzzle".